# Gorazd Štangelj
Gorazd Štangelj (ur. 27 stycznia 1973 w miejscowości Novo mesto) – słoweński kolarz szosowy. Olimpijczyk (2004).
Po sezonie 2011 zakończył karierę sportową, zostając dyrektorem sportowym – początkowo w Astanie (2012–2016), a później w Bahrainie (od 2017).

## Osiągnięcia
Opracowano na podstawie:

1991
- 1. miejsce w Tour de l’Abitibi

1993
- 3. miejsce w Tour de Slovénie
  - 1. miejsce na 1. etapie

1994
- 1. miejsce na 4. etapie Giro delle Regioni

1995
- 3. miejsce w Tour de Normandie

1996
- 1. miejsce w Giro del Belvedere

1997
- 3. miejsce w mistrzostwach Słowenii (start wspólny)

1998
- 2. miejsce w Tour de Slovénie
- 3. miejsce w Grand Prix Herning
- 3. miejsce w Wyścigu Solidarności i Olimpijczyków
  - 1. miejsce na 2. etapie
- 1. miejsce w GP Kranj
  - 1. miejsce na 2. etapie
- 2. miejsce w mistrzostwach Słowenii (start wspólny)

1999
- 3. miejsce w GP du Canton d’Argovie
- 1. miejsce w Commonwealth Bank Classic

2000
- 1. miejsce na 5. etapie GP du Midi-Libre
- 1. miejsce na 2. etapie Österreich-Rundfahrt
- 1. miejsce w Trofeo Melinda
- 3. miejsce w Trofeo dello Scalatore

2001
- 1. miejsce w Giro di Toscana

2007
- 1. miejsce na 1. etapie Tour de Pologne (jazda drużynowa na czas)

2008
- 1. miejsce na 1. etapie Vuelta a España (jazda drużynowa na czas)

2010
- 1. miejsce w mistrzostwach Słowenii (start wspólny)

## Rankingi
| Rok               | 2000 | 2001 | 2002 | 2003 | 2004 | 2005 |
| ----------------- | ---- | ---- | ---- | ---- | ---- | ---- |
| UCI World Ranking | 38.  | -    | -    | -    | -    |      |
| UCI ProTour       |      |      |      |      |      | 111. |
|                   |      |      |      |      |      |      |
| Źródło: UCI       |      |      |      |      |      |      |